# Can Segimon
Can Segimon és una masia a Bigues (poble del Vallès) a la dreta del Torrent de la Torre, prop d'on aquesta s'uneix al Tenes, davant i a ponent del Rieral de Bigues. És a prop i al sud-est de la Torre i al nord de Can Traver. La masia antiga, una de les cases pairals històriques del terme, fou enderrocada per tal de construir els tres actuals habitatges que hi ha en el seu lloc. Està inclosa en el Catàleg de masies i cases rurals de Bigues i Riells.